# Хох, Геррит де
Геррит де Хох, или Геррит де Хоох, также: Геррит де Хоог (нидерл. Gerrit de Hooch; 1630-е, Гаага — 1679, Гаага) — голландский живописец-пейзажист золотого века голландского искусства, жил и работал в Гааге. Связь со знаменитым художником Питером де Хохом или гравёром Ромейном де Хохом (Хоге) крайне маловероятна.

## Биография
Геррит родился в семье местного судебного пристава Елисея (Элисеуса) де Хоха и Йозины ван Платен, которые поженились в 1629 году в Гааге. Сам Геррит состоял в родстве с портретистом Дирком Корнелисом де Хохом, который был братом его отца. Сын Геррита Елисей (Элисеус) де Хох тоже был живописцем и гравёром по серебру. Елисей жил и работал в Гааге и Роттердаме.
Геррит де Хох женился на Анне ван Эйк (родилась в Гааге в 1629 году, вышла замуж в 1660 году в Гааге, зарегистрирована вдовой в 1680 году). Отцом Анны был Германус ван Эйк, дядей и наставником которого был известный филолог и издатель Даниэл Хейнсий.
Дочь Геррита Джозианна Мария де Хох вышла замуж за художника Фредерика Бернартса, который жил и работал в Гааге. Вероятно, что Геррит состоял в родстве с гравёром Корнелисом де Хохом, который утверждал, что является одним из внебрачных сыновей императора Карла V и был казнён за заговор в 1583 году.
Геррит де Хох был другом художников Каспара Нетшера и Мельхиора д’Хондекутера. Первый присутствовал на крещении дочери Маргареты в 1676 году, названной в честь жены Каспара Маргареты Годейн. Геррит владел несколькими домами в Гааге, но продал их, предположительно, потому что был в постоянных долгах.

## Творчество
С 1660 года Геррит состоял в местной гильдии живописцев (Confrerie Pictura). Ныне известны одна или две работы Геррита де Хоха, но их атрибуция сомнительна.